# Koratla
Koratla es una ciudad y municipio situada en el distrito de Jagtial en el estado de Telangana (India). Su población es de 66504 habitantes (2011). Se encuentra a 205 km al norte de Hyderabad, la capital del estado.

## Demografía
Según el censo de 2011 la población de Koratla era de 66504 habitantes, de los cuales 33250 eran hombres y 33254 eran mujeres. Koratla tiene una tasa media de alfabetización del 74,99%, superior a la media estatal del 67,02%: la alfabetización masculina es del 83,32%, y la alfabetización femenina del 66,74%.